# Плательщик
Плательщик — физическое или юридическое лицо, которое платит за товар или услугу.
Строго говоря, оплата может происходить в форме, отличной от денежной. Например, оплата бартером.
Чаще всего плательщик является одновременно и приобретателем товара или услуги, но иногда получателем может являться другое физическое или юридическое лицо — Получатель.
Плательщик, оплачивающий деньгами (в наличной или безналичной форме), не обязательно является покупателем.
Плательщиком может выступать сторона, оплачивающая товар за другое физическое или юридическое лицо. Покупателем при этом является другое лицо, у которого наступают юридические последствия покупки.